# Sylvia Villagran
Sylvia Villagran es una actriz de voice-over conocida como la narradora de programas en vivo, al igual que comerciales y promos de televisión y radio en inglés y español.  Fue narradora del programa de wheel of fortune y "Starting Over" premiado con un Emmy en la cadena de televisión NBC. En el 2016 fue nominada por el premio Voice Arts Awards por su destacado trabajo completo.

## Biografía
Sylvia vive en Los Ángeles.

## Filmografía
- 2024 - 84th Annual Peabody Awards
- 2024 - Premio Lo Nuestro (36a. Entrega)
- 2024 - 66th Grammy Awards (Premiere)
- 2024 - 29th Annual Critics Choice Awards
- 2023 - 24th Latin Grammy Awards
- 2023 - 50th Daytime Emmy Awards
- 2023 - 76.ª Annual Tony Awards
- 2023 - 95th Annual Academy Awards
- 2023 - Premio Lo Nuestro (35a. Entrega)
- 2023 - 65th Grammy Awards (Premiere)
- 2023 - 28th Annual Critics Choice Awards
- 2022 - 49th Daytime Emmy Awards
- 2022 - Creative Arts Emmys
- 2022 - 64th Grammy Awards (Premiere)
- 2021 - The Hollywood Reporter's Power 100 Women in Entertainment
- 2021 - Creative Arts Emmys
- 2021 - 22nd Latin Grammy Awards
- 2021 - 63rd Grammy Awards (Premiere)
- 2021 - The Inauguration of Joseph Biden Jr.
- 2020 -  LIV Super Bowl - Pepsi Halftime Show
- 2020 - 62nd Grammy Awards (Premiere)
- 2019 - 20th Latin Grammy Awards
- 2017 - Premio Lo Nuestro (29a. Entrega)
- 2017 - Black Women in Hollywood Awards
- 2016 - Young Women's Honors
- 2016 - The Hollywood Reporter's Power 100 Women in Entertainment
- 2016 - Elle's Women in Hollywood Awards
- 2016 - Rise Up Una Voz
- 2016 - 2nd Annual Latin American Music Awards
- 2016 - Democratic National Convention
- 2016 - Premios Juventud
- 2015 - The Hollywood Reporter's Power 100 Women in Entertainment
- 2015 - Elle's Women in Hollywood Awards
- 2015 - Premios Juventud
- 2015 - 20th Annual Critics Choice Movie Awards
- 2014 - MTV Video Music Awards
- 2014 - Alma Awards
- 2014 - Writer's Guild Awards
- 2013 - Writer's Guild Awards
- 2012 - Democratic National Convention
- 2012 - Writer's Guild Awards
- 2010 - Superbowl's Greatest Commercials CBS
- 2009 - ALMA Awards en ABC
- 2009 - Worlds funniest commercials TBS
- 2009 - Superbowl's Greatest Commercials CBS
- 2008 - ALMA Awards en ABC
- 2002 - MTV Video Music Awards Latinoamérica 02